# 木鲁寺
木鲁寺，位于西藏自治区日喀则地区吉隆县，是一座藏传佛教宁玛派寺院。

## 简介
木鲁寺位于西藏自治区日喀则地区吉隆县，为藏传佛教宁玛派寺院。16世纪，次旺其美贡布创建该寺。
文化大革命时期，该寺被毁，建筑中仅主殿得以保留，大部分僧人还俗。
木鲁寺坐北朝南，石木结构。该寺建筑主要由门廊、佛殿组成。
- 门廊：由南大门、西侧门组成。南大门有4根柱；西侧门宽1米，无立柱。门廊面积42平方米。门廊内四壁绘有壁画，其中南壁、北壁主要绘四大天王像，南壁西侧另有“蒙古伏虎”壁画。北壁壁画分东、西两侧，西侧绘释迦牟尼传记故事，东侧上层绘未来佛画像，下层是莲花生以及头戴黄色尖帽的达赖画像，东壁正中央绘有轮回图。
- 佛殿：面阔3间，进深3间，占地面积64平方米。佛殿北壁中央有莲花生泥塑像，左右两侧是藏族妃子康祖·益西措杰、印度妃子拉坚门德拉娃、未来佛、次旺其美贡布等泥塑像。像前陈放有各种法器。佛殿西侧有镀金方塔2尊，高1米。北壁上方是木制经橱，其内有《甘珠尔》手写经卷一套，共108部，另外有一套16部的《甘珠尔》简本经。西壁绘彩色的宁玛派教史壁画，东壁是十六罗汉法像壁画，文化大革命时期遭到涂抹覆盖，如今仅存残迹。主殿西侧是伙房、寺主卧室、28间僧舍。[1]